# Tristan Hoffman
Tristan Henri Christiaan Hoffman (Groenlo, 1º gennaio 1970) è un dirigente sportivo ed ex ciclista su strada olandese.
Professionista dal 1992 al 2005, vinse il titolo nazionale in linea nel 1992 e due edizioni della Dwars door Vlaanderen, nel 1996 e nel 2000. Dopo il ritiro è diventato direttore sportivo per formazioni professionistiche, e dal 2022 ricopre l'incarico presso il team BikeExchange-Jayco.

## Carriera
Specialista delle corse di un giorno, vinse il campionato nazionale in linea nel 1992, una tappa al Giro di Svizzera 1993, due edizioni della Dwars door Vlaanderen, nel 1996 e nel 2000, e la Parigi-Bourges 1996; si classificò inoltre secondo alla Parigi-Roubaix 2004, nonché quarto nelle edizioni 2000 e 2002 della corsa, e quinto al Giro delle Fiandre 2000. In carriera partecipò, oltre che a cinque edizioni dei campionati del mondo, alla corsa su strada dei Giochi olimpici nel 1996 e nel 2000.
Dopo il ritiro dalle corse, avvenuto nel luglio 2005, ha svolto l'attività di direttore sportivo, lavorando prima con la CSC di Bjarne Riis e poi con la squadra di Bob Stapleton, la T-Mobile/Columbia/HTC. Dal 2011 è tornato nello staff tecnico del sodalizio di Riis, rimanendo anche dopo l'addio di quest'ultimo, fino al 2016. Dal 2017 al 2020 è ds del team Bahrain, mentre dal 2022 ricopre tale carica per il team australiano BikeExchange.

## Palmarès
- 1989 (Koga Miyata)

Prologo Ostschweizer Rundfahrt (Gossau > Gossau)
- 1990 (Koga Miyata)

Ronde van Overijssel
Grote Prijs Wieler Revue
- 1991 (Koga Miyata)

1ª tappa Teleflex Tour (Schijndel > Heeswijk)
Classifica generale Teleflex Tour
Omloop van het Gelders Eiland
- 1992 (TVM - Sanyo, tre vittorie)

Campionati olandesi, Prova in linea
2ª tappa Tour de l'Avenir (Flers > Avranches)
7ª tappa Tour de l'Avenir (Roscoff > Roscoff)
- 1993 (TVM - Bison Kit, due vittorie)

3ª tappa Giro di Svizzera (Brugg > Interlaken)
8ª tappa Tour de l'Avenir (Dinard > Villedieu-les-Poêles)
- 1994 (TVM - Bison Kit, una vittoria)

2ª tappa Herald Sun Tour (Mildura > Wenworth)
- 1995 (TVM, tre vittorie)

3ª tappa Vuelta a Murcia (Murcia > Jumilla)
1ª tappa Giro di Svezia (Uppsala > Uppsala)
2ª tappa Giro di Svezia
- 1996 (TVM - Farm Frites, due vittorie)

Dwars door België
Parigi-Bourges
- 1999 (TVM - Farm Frites, tre vittorie)

1ª tappa Guldensporentweedaags (Bellegem > Bellegem)
Veenendaal-Veenendaal
Clásica de Sabiñánigo
- 2000 (MemoryCard - Jack & Jones, una vittoria)

Dwars door Vlaanderen

### Altri successi
- 1990 (Koga Miyata)

Campionati olandesi militari, Prova in linea
- 1991 (Koga Miyata)

Internatie Reningelst
- 1992 (TVM - Sanyo)

Draai van de Kaai
- 1993 (TVM - Bison Kit)

Criterium di Woerden
- 1994 (TVM - Bison Kit)

Classifica a punti Tour de l'Avenir
- 1996 (TVM - Farm Frites)

Criterium di Made
- 1998 (TVM - Farm Frites)

Criterium di Ulvenhout
Criterium di Groot-Ammers
Criterium di Boxmeer (Derny)
- 1999 (TVM - Farm Frites)

Criterium di Woerden
- 2000 (MemoryCard - Jack & Jones)

Criterium di Made
Criterium di Spijkenisse

## Piazzamenti

### Grandi Giri
- Giro d'Italia

1998: fuori tempo (17ª tappa)
- Tour de France

1995: ritirato (12ª tappa)
1997: 128º
2000: 117º
- Vuelta a España

1993: 103º
1994: ritirato (10ª tappa)
1995: 116º
1996: 78º
1997: ritirato (7ª tappa)
1998: 94º

### Classiche monumento
- Milano-Sanremo

1996: 110º
1997: 96º
1999: 90º
2000: 79º
2001: 114º
- Giro delle Fiandre

1993: 51º
1994: 23º
1995: 47º
1996: 67º
1997: 34º
1998: ritirato
1999: 8º
2000: 5º
2001: ritirato
2002: 27º
2003: 71º
2004: 40º
- Parigi-Roubaix

1995: 33º
1996: 12º
1997: ritirato
1998: 19º
1999: 17º
2000: 4º
2001: ritirato
2002: 4º
2003: 21º
2004: 2º
- Giro di Lombardia

2003: ritirato

### Competizioni mondiali
- Campionati del mondo

Stoccarda 1991 - In linea Dilettanti: 61°
Lugano 1996 - In linea Elite: ritirato
San Sebastián 1997 - In linea Elite: ritirato
Valkenburg 1998 - In linea Elite: 52º
Verona 1999 - In linea Elite: ritirato
Plouay 2000 - In linea Elite: ritirato
- Giochi olimpici[1]

Atlanta 1996 - In linea: 108º
Sydney 2000 - In linea: 80º